# Амман
Амма́н (араб. عمان‎) — столица и крупнейший город Иордании.  В древности назывался Раббат-Аммон (или Равва), в эллинистическо-римскую эпоху — Филадельфия. В VII—IX веках входил в состав Арабского Халифата. С 1516 года и до конца Первой мировой войны — в составе Османской империи.
Самым ранним свидетельством поселения в Аммане является место неолита, известное как Айн-Газаль, которое достигло своего расцвета около 7000 г. до н.э.  В железный век город назывался Раббат-Аммон и служил столицей цивилизации аммонитян.  В III веке до нашей эры правитель Птолемеев Птолемей II Филадельф перестроил город и переименовал его в «Филадельфию», сделав его региональным центром эллинистической культуры.  При римском правлении Филадельфия была одним из десяти греческих городов Декаполиса, прежде чем непосредственно управлялась как часть Аравии Петреи.  Халифат Рашидун отвоевал город у византийцев в VII веке и дал ему его нынешнее название Амман.  На протяжении большей части средневековья в городе чередовались периоды опустошения и заброшенности и периоды относительного процветания в качестве центра региона Балка.  Амман был в значительной степени заброшен с XV века до 1878 года, когда османские власти начали селить здесь черкесских беженцев.

## Этимология
Город основан несколько тысячелетий назад. Его древнее название Раббат-Аммон — «город Аммона». В III веке до н. э. переименован в Филадельфию в честь египетского царя Птолемея II, имевшего прозвище «Филадельфос» («братолюбивый»); это название использовалось до первых веков нашей эры.

## История
В XIII веке до н. э. город Амман (называвшийся в то время Раббат-Аммон) был столицей Аммонского царства. Эта территория была позже завоёвана древними ассирийцами, ещё позже — персами, затем греками. Птолемей II, греческий правитель Египта, переименовал его в Филадельфию. 
Во время четвёртой сирийской войны, в 218 году до н. э. город стал оплотом Птолемеевского Египта в борьбе с Антиохом и примкнувшими к нему арабами. В Раббатаманах был расположен значительный воинский контингент. Поэтому Антиох III выступил против города и расположился лагерем перед высотами на которых он находился. После проведённой рекогносцировки Антиох в двух самых уязвимых местах приступил к сооружению осадных машин. Ведение этих дел он поручил в одном месте Никарху, в другом Теодоту. А сам следил за всеми работами и усердием обоих начальников. Теодот и Никарх усердно соревновались между собой в деле ведения осады, поэтому в обоих местах стена рухнула скорее чем можно было ожидать. После этого начались ежедневные кровопролитные штурмы проломов, которые тем не менее закончились провалом, из-за многочисленного гарнизона. Наконец один из пленных открыл сирийцам подземный ход, по которому осаждённые спускались за питьевой водой. Ход этот осаждающие разрушили и заложили дровами, щебнем и тому подобным. После этого недостаток воды вынудил защитников сдаться. Начальником сирийского гарнизона Антиох назначил Никарха.
В 217 году до н. э. Раббатаманах после битвы при Рафии вернулся под контроль Птолемея IV Филопатора.
Город стал частью королевства набатеев в 106 году, когда Филадельфия оказалась под римским контролем и присоединилась к Десятиградью.
В 326 году христианство стало главной религией Византийской империи, и Филадельфия стала местом епархии в начале Византийской эры. Одна из церквей этого периода находится в цитадели города. В 60 км от города находится одно из первых исламских зданий в регионе, Каср Харана.
Филадельфия была переименована в Амман в течение эры Гассанидов. Город был разрушен несколькими землетрясениями и стихийными бедствиями и оставался небольшим городом и грудой руин до 1887 года. Всё поменялось, когда Оттоманский султан решил построить железную дорогу «Хиджаза», связывая Дамаск и Медину через Амман, облегчая и ежегодное паломничество хадж, и постоянную торговлю.

## География и климат
Город расположен в 35 км северо-восточнее Мёртвого моря, в 110 км восточнее Средиземного моря и в 65 км восточнее Иерусалима.
Город расположен на семи холмах, которые представлены на флаге Иордании семиконечной звездой.
Климат Аммана близок к средиземноморскому, но всё же отличается большей континентальностью. Влияет и большая высота над уровнем моря (773 м). Все осадки выпадают строго в зимний период, зимой часто выпадает снег и нередки заморозки. В городе очень часты сильные туманы.
| Показатель                    | Янв. | Фев. | Март | Апр. | Май  | Июнь | Июль | Авг. | Сен. | Окт. | Нояб. | Дек. | Год  |
| ----------------------------- | ---- | ---- | ---- | ---- | ---- | ---- | ---- | ---- | ---- | ---- | ----- | ---- | ---- |
| Абсолютный максимум, °C       | 23,0 | 27,3 | 32,6 | 37,0 | 38,7 | 40,6 | 43,4 | 43,2 | 40,0 | 37,6 | 31,0  | 27,5 | 43,4 |
| Средний суточный максимум, °C | 12,4 | 13,6 | 17,2 | 22,9 | 27,5 | 30,6 | 32,0 | 32,3 | 30,6 | 26,7 | 19,8  | 14,4 | 23,3 |
| Средняя температура, °C       | 8,1  | 9,0  | 12,1 | 16,9 | 21,1 | 24,3 | 26,0 | 26,1 | 24,2 | 20,6 | 14,5  | 9,9  | 17,7 |
| Средний суточный минимум, °C  | 4,3  | 4,9  | 7,3  | 11,1 | 15,1 | 18,2 | 20,3 | 20,2 | 18,3 | 15,1 | 9,7   | 5,8  | 12,5 |
| Абсолютный минимум, °C        | −4,5 | −4,4 | −3   | −3   | 3,9  | 8,9  | 11,0 | 11,0 | 10,0 | 5,0  | 0,0   | −2,6 | −4,5 |
| Норма осадков, мм             | 59   | 56   | 37   | 7    | 4    | 0    | 0    | 0    | 0,1  | 7    | 22    | 40   | 233  |
| Источник: «Погода и Климат»   |      |      |      |      |      |      |      |      |      |      |       |      |      |

## Достопримечательности
Музеи
- Иорданский археологический музей
- Иорданский музей народных традиций
- Иорданский музей фольклора
- Археологический музей Университета Иордании
- Антропологический музей Университета Иордании
- Музей нумизматики Центрального банка Иордании
- Королевский автомобильный музей

Развалины
- Джебель каляа (Крепостная гора)
- Римский театр на 6 000 зрителей

## Экономика
Город является важным промышленным центром. Здесь сосредоточены предприятия пищевой, цементной, нефтеперерабатывающей, текстильной и табачной промышленности.
Имеется международный аэропорт.
Вблизи Аммана находится головной офис банка Arab Bank.

## Население
| Год  | Численность | Численность |
| ---- | ----------- | ----------- |
| 1879 | 500         |             |
| 1906 | 5000        |             |
| 1930 | 10 000      |             |
| 1940 | 20 000      |             |
| 1952 | 108 000     |             |
| 1979 | 848 587     |             |
| 1999 | 1 864 500   |             |
| 2004 | 2 315 600   |             |
| 2010 | 2 842 629   |             |
| 2015 | 4 007 526   |             |

## Спорт
В 2009 году прошёл чемпионат мира по кроссу.

## Города-побратимы
- Алжир, Алжир (1998)
- Анкара, Турция (1992)
- Астана, Казахстан (1999)
- Багдад, Ирак (1989)
- Баку, Азербайджан (1989)
- Бейрут, Ливан (2000)
- Бишкек, Кыргызстан (2006)
- Бухарест, Румыния (1999)
- Дамаск, Сирия
- Джидда, Саудовская Аравия (1988)
- Доха, Катар (1995)
- Ереван, Армения (2015)
- Женева, Швейцария (2005)
- Исламабад, Пакистан (1989)
- Каир, Египет (1988)
- Калабрия, Италия (2003)
- Майами, США (1995)
- Маскат, Оман (1986)
- Милан, Италия (2005)
- Монреаль, Канада
- Москва, Россия (2005)
- Мостар, Босния и Герцеговина
- Нальчик, Россия (1994)
- Нуакшот, Мавритания (1999)
- Пафос[вд], Кипр[6]
- Пекин, Китай (1990)
- Претория, ЮАР (2002)
- Рабат, Марокко (1986)
- Рамалла, Государство Палестина (2011)[7]
- Сан-Паулу, Бразилия (1997)[8]
- Сан-Франциско, США (2010)[9][10]
- Сана, Йемен (1989)
- Сараево, Босния и Герцеговина (2005)
- Силхет, Бангладеш
- София, Болгария (2000)
- Стамбул, Турция (1997)
- Тегусигальпа, Гондурас (2002)
- Токио, Япония
- Тунис, Тунис (1999)
- Хартум, Судан (1993)
- Центральное губернаторство[вд], Бахрейн (2006)
- Цинциннати, США[11]
- Чикаго, США (2004)